# Alexander Lynggaard
Alexander Lynggaard (* 27. März 1990 in Køge) ist ein dänischer Handballspieler.

## Karriere

### Verein

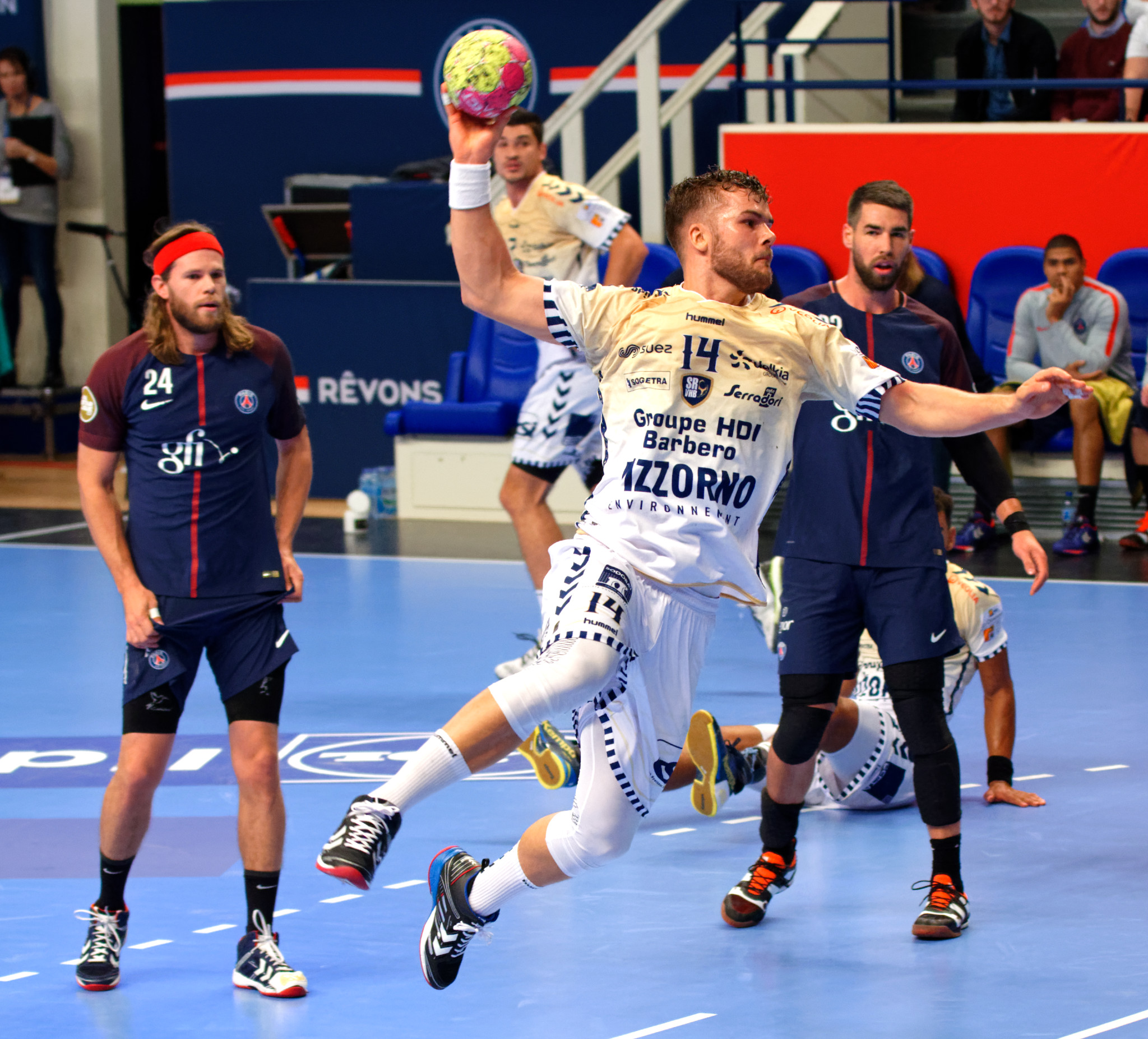
Alexander Lynggaard im Trikot von Saint-Raphaël Var HB (2017).

Alexander Lynggaard lernte das Handballspielen bei Frederiksberg Idræts-Forening. Ab 2007 lief der 1,98 m große Kreisläufer für FCK Håndbold auf, bevor er 2010 zu Nordsjælland Håndbold wechselte, bei dem er auch im EHF-Pokal debütierte. Von 2013 bis 2020 stand er beim französischen Erstligisten Saint-Raphaël Var HB unter Vertrag. Mit den Franzosen nahm er mehrfach am EHF-Pokal teil. Seit 2020 spielt er für den dänischen Erstligisten Bjerringbro-Silkeborg, mit dem er mehrfach an der EHF European League teilnahm.

### Nationalmannschaft
Lynggaard gewann mit dänischen Jugend- und Juniorennationalmannschaften bei der U-18-Europameisterschaft 2008 die Silbermedaille, bei der U-20-Europameisterschaft 2010 die Goldmedaille und bei der U-21-Weltmeisterschaft 2011 die Silbermedaille.
In der dänischen A-Nationalmannschaft debütierte Lynggaard am 20. Juni 2015 gegen Polen. Mit Dänemark erreichte er den sechsten Platz bei der Europameisterschaft 2016. Bisher bestritt er 30 Länderspiele, in denen er 28 Tore erzielte.